# 早川岳晴
早川岳晴（はやかわ たけはる、1954年3月19日 - ）は、日本のベーシスト。東京都出身。慶應義塾大学文学部哲学科卒業。

## 略歴
中学卒業時にコントラバスを手に入れ、高校在学中からジャズを中心にライブ活動を始める。クラシックをNHK交響楽団の窪田基に師事。板橋文夫(p)、土岐英史(as)、板谷博(tb)、渕野繁雄(sax)、高瀬アキ(p)などのハード・バップ系のバンドを経て、1978年にジャズバンド、生活向上委員会大管弦楽団に参加。また、上田正樹、Push&Pull 等でロック・シーンでの活動も開始、徐々に正統派ジャズから遠ざかる。
以後、ドクトル梅津バンド、イータシア・オーケストラ、片山広明バンド、コクシネル、ジョン・ゾーンユニット、梅津和時KIPANA/NAZO、JAZZY UPPER CUT、SION、リクオ&The Hookers、MISSING LINK、藤井郷子カルテット、緑化計画等に参加。
その他、泉谷しげる、忌野清志郎、石田長生、三宅伸治らと度々共演。現在は自己のバンドHAYAKAWA（プログレッシブ・ジャズ・ロック）、麗蘭（ロック）、梅津和時KIKI Band（プログレッシブ・ジャズ・ロック）、仲井戸麗市CHABO BAND（ロック）、山田晃士&流浪の朝謡、翠川敬基デュオ、片山広明Happy Hour、COIL、長見順、Edge（崖っぷちセッション）などでジャンルを超えた活動をしている。2011年からはベース・ソロでのライブも開始。

## 海外での活動
ドクトル梅津バンド、イースタシアOrch.、和楽器とのセッション等でヨーロッパ各地、中近東で公演、梅津和時KIKI Band にてアフリカ、ヨーロッパ、東南アジア、カナダ、アメリカツアー、藤井郷子カルテットでアメリカ・ヨーロッパツアー等を実施。 マレーシアのシンガーソングライター、映画監督Pete Teoの2枚のアルバムに参加。

## リーダーアルバム
- SALT
  - 「SALT」(1986)
  - 「844」(1991)
  - 「86,90,91」
- 早川岳晴
  - 「HAYAKAWA」(1996)
  - 「Kowloon」(2002)
  - 「四色の蛇 snakes of four colors」(2019)
- HAYAKAWA
  - 「Gwoh-In」(2000)
  - 「HONE[骨]」(2004)
  - 「螺子 neji」(2008)
  - 「無次元 non-dimention」(2012)

## リーダーバンド
「SALT」（1985 - 1991）：早川岳晴:b、石渡明廣:g、藤井信雄:d
「HAYAKAWA」（1996 - ）
- 第1期：早川岳晴:b、橋本じゅん:g、石井洋次:g、藤井信雄:ds
- 第2期：早川岳晴:b、橋本じゅん:g、石井洋次:g、植村昌弘:ds、北澤篤:ds
- 第3期：早川岳晴:b、橋本じゅん:g、増田隆一:g、植村昌弘:ds、北澤篤:ds

2005年6月から約1年間の休止を経て
- 第4期：早川岳晴:b、橋本じゅん:g、赤澤（石井）洋次:g、磯部潤:ds、北澤篤:ds
- 第5期：早川岳晴:b、橋本じゅん:g、赤澤（石井）洋次:g、磯部潤:ds、原田哲也:ds

## 現在参加している主なバンド
- 「麗蘭」（1991年 - ）仲井戸麗市:vo,g、土屋公平:g,vo、早川岳晴:b、JAH-RAH:ds
- 「梅津和時 KIKI Band」（1999年 - ）梅津和時:sax、鬼怒無月:g、早川岳晴:b、Joe Trump:ds
- 「仲井戸麗市CHABO BAND」仲井戸麗市:vo,g、早川岳晴:b、河村智康:ds、Dr.KyOn:key
- 「COIL」鬼怒無月:g、早川岳晴:b、田中栄二:ds、中山努:key
- 「翠川敬基デュオ」翠川敬基:cello +早川岳晴:cb
- 「Edge」藤掛正隆:ds、早川岳晴:b ＋ゲストミュージシャン
- 「山田晃士&流浪の朝謡」山田晃士:vo,g、福島久雄:g、早川岳晴:cb、高橋ロジャー和久:ds、渡辺隆雄:tp、田ノ岡三郎:acc
- 「佐藤研二デュオ」佐藤研二:cello +早川岳晴:cb